# Abbaye d'Ubexy
L’abbaye Notre-Dame de Saint-Joseph d'Ubexy est une abbaye de moniales trappistines fondée au XIXe siècle dans le village éponyme, situé dans les Vosges, et fermée en 2012

## Localisation
L'abbaye est située dans la partie ouest du village d'Ubexy, sur le versant oriental de la colline dite « haut des angles », à environ cinq kilomètres au sud de Charmes.

## Histoire

### Fondation

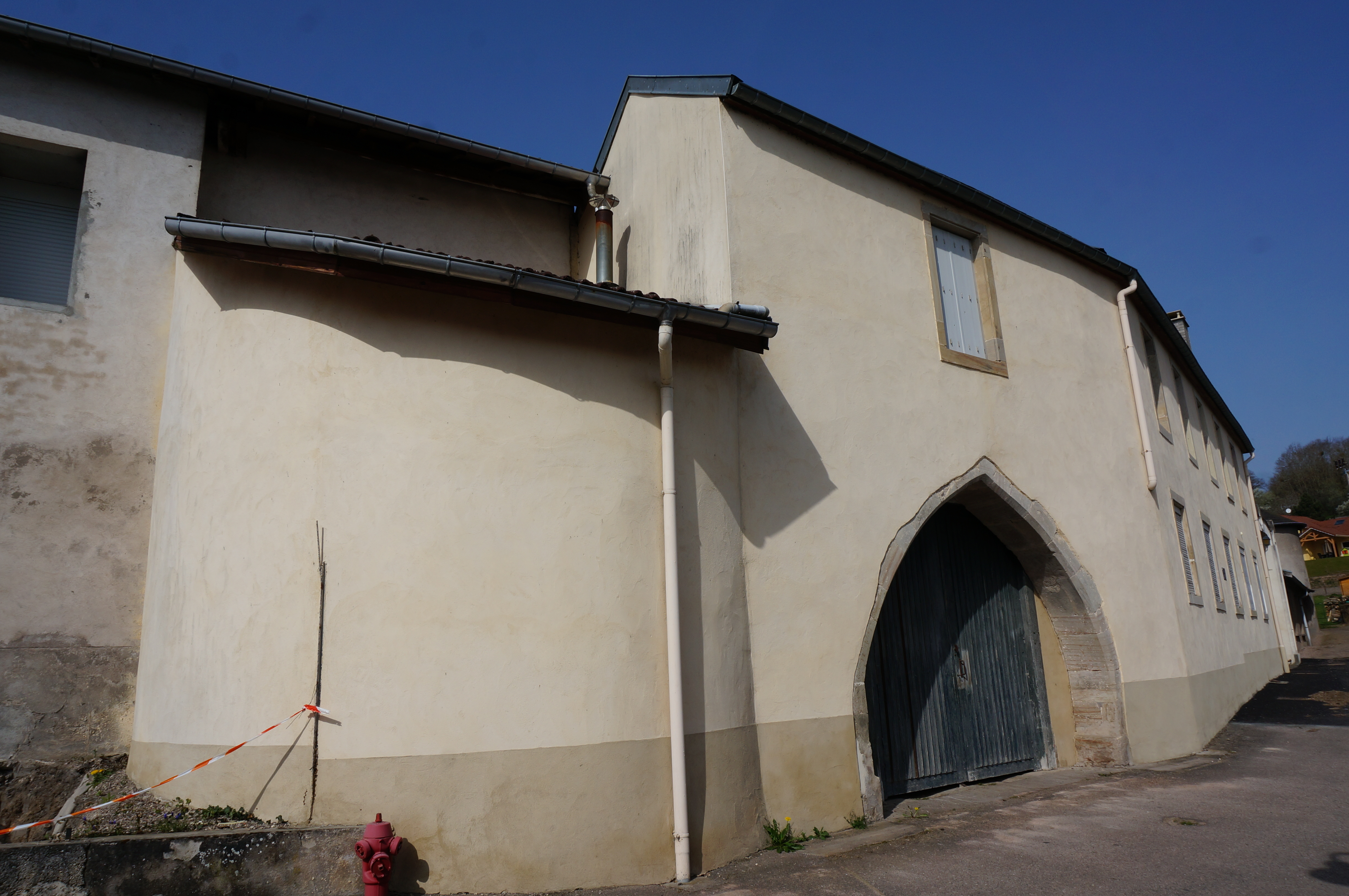
Porte dite sarrasine, datant du XIIIe siècle.

L'abbaye est fondée par les religieuses trappistines de l'abbaye Notre-Dame de la Coudre, située à Laval, le 19 février 1841. En 1847, la fondation est reconnue comme prieuré. Deux bulles de Pie IX, respectivement du 1er mai et du 28 août 1878, reconnaissent le monastère comme abbaye à part entière, ce qui est confirmé par décret épiscopal le 18 mars 1875.

### Les débuts
L'abbaye s'implante dans un ancien château médiéval, où tout est à refaire ; les sœurs construisent tout elles-mêmes. La subsistance économique dépend du travail des sœurs, qui créent en 1876 une fromagerie, puis une fabrique d'hosties (dont elles deviennent le premier producteur français, avec une production de trois à quatre tonnes par mois, soit vingt-huit millions d'hosties). Par ailleurs, le monastère développe l'élevage, avec quatre cents lapins et trois cents poulets.

### L'essaimage
L'abbaye se développe rapidement et est en mesure de fonder une abbaye-fille en 1898 : c'est la création de l'abbaye de Tenshien, au Japon. Celle-ci étant très éloignée, elle est affiliée à une autre abbaye japonaise, celle d'Hokuto. En 1903 (et jusqu'à 1908), une abbaye-fille un peu particulière est créée, celle de Koningshoeven (ou Tilburg), qui sert de refuge aux religieuses expulsées de France. Enfin, en 1971, alors que la communauté compte une soixantaine de sœurs, l'abbaye fonde à nouveau à l'étranger, l'abbaye d'El Encuentro (« la rencontre ») au Mexique.

### Liste des prieures puis des abbesses
- Catherine (du 19/ février 1841 à 1845)
- Agathe Guyot (de 1845 à 1850)
- François d'Assise Houdoin (du 8 juin 1850 à 1856)
- Claire Talotte (de  1856 à 1862)
- Thaïs Morel (prieure du 10 août 1862  au 16 mars 1875, puis abbesse,jusqu'au 20 mai 1890)
- Marie Joseph Bazoche (du 13 juin 1890 au 18 juin 1909)
- Hedwige Knittel (du 28 août 1909 au 21 janvier 1932)
- Stéphanie Trompette (du 20 février 1932 au 10 juin 1941)
- Marie des Anges Chamagne du 10 juin 1941 au 6 mars 1675)
- François d'Assise Hubault (du 25 avril 1975 au 29 mars 1987)
- Anne Morin (supérieure du 29 mars 1987 au 14 avril 1988, puis abbesse jusqu'au 26 mars 2000)
- Christine Aptel, (de 2001 à 2011)[3]

### Fermeture et regroupement à Igny

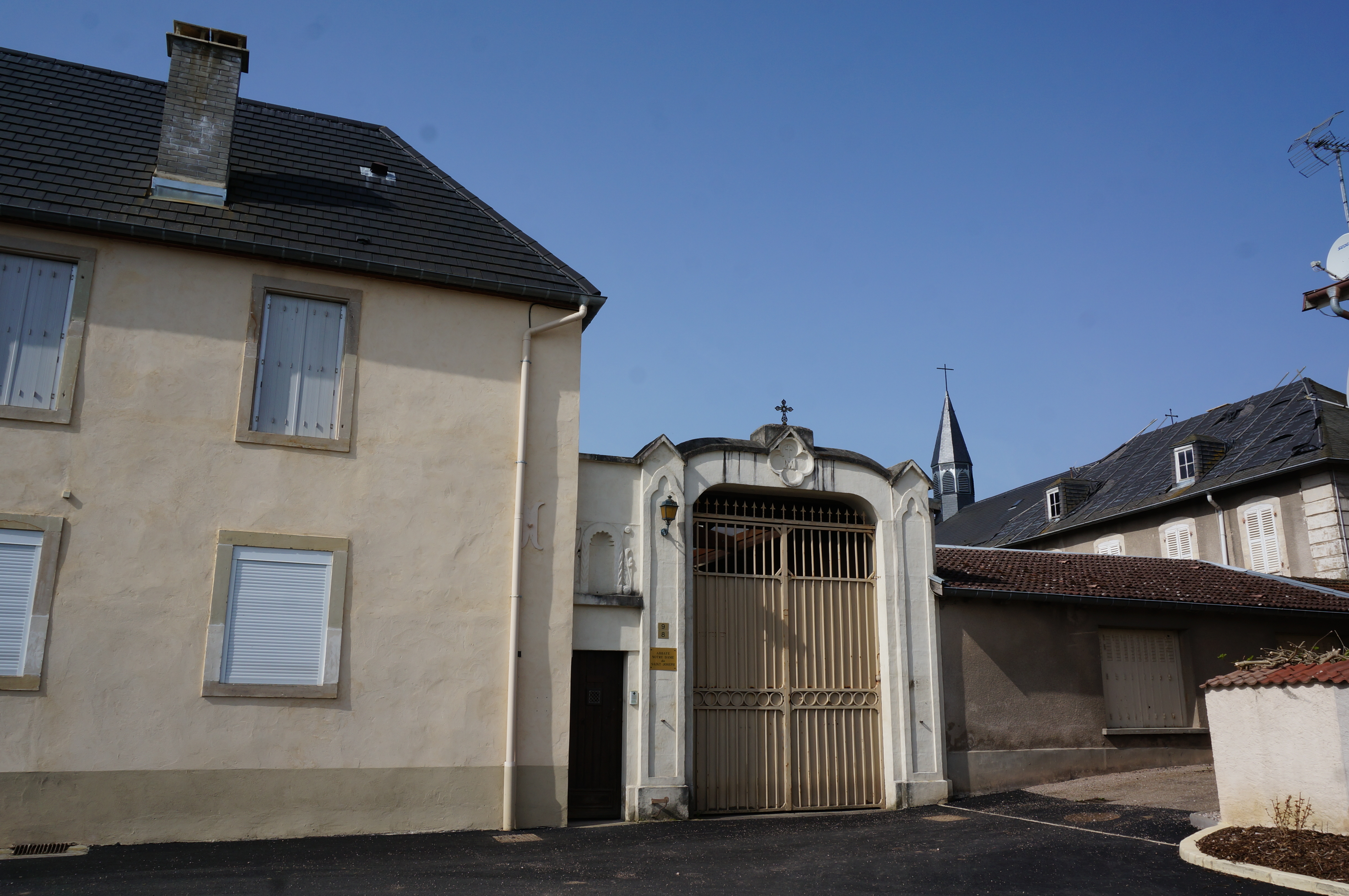
portail de l'ancien monastère, après le départ des sœurs (mars 2014).

Confrontée à la baisse des vocations en France et surtout au vieillissement des sœurs, la communauté (douze sœurs en 2012, plus quatre hospitalisées hors de l'abbaye) vote la fermeture d'Ubexy et le transfert de toute la communauté à l'abbaye d'Igny, où sont également transférées les communautés de la Grâce-Dieu et de Belval,,.